# Рахиль

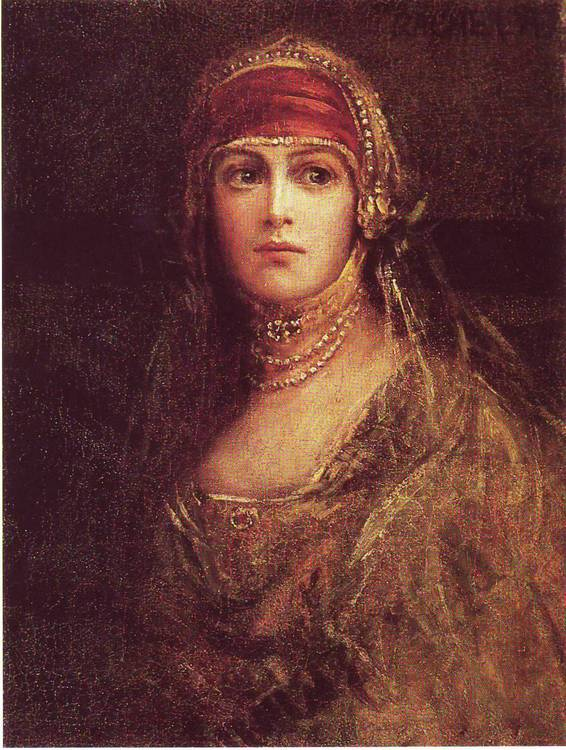
Рахиль (Готтліб Маврикій)

Рахи́ль (Рахіль) — одна з двох дружин патріарха Якова, молодша донька Лавана, молодша сестра Лії, мати Йосипа та Веніямина — праотців двох з 12 колін (племен) народу ізраїльського.

## Дружина Якова
Про Рахиль розповідає Книга Буття. У своїй втечі у Гарран, до його дядька по матері — Лавана, патріарх Яків зустрічає Рахиль, яка пасе вівці свого батька, та закохується в неї. Щоби змогти на ній одружитися Яків наймається пасти вівці у Лавана, батька Рахилі, на 7 років. Проте Лаван не тримає слова віддати Якову жінкою Рахиль, а натомість одружує на Якові спочатку старшу дочку — Лію. Проте Лаван віддає через тиждень Якову і Рахиль, але з умовою відпрацювати на нього наступні 7 років. Хоча Яків більше любив Рахиль, проте Господь зробив Рахиль безплідною, а Лія народила йому дітей (Бут. 29:31). Згідно звичаїв цього часу, Рахиль віддала свою служницю Білгу для народження дітей для неї і Білга породила на її колінах (Бут. 30:3). Яків узяв все своє зароблене та сім'ю утікає від Лавана, а Рахиль забирає з собою також домашніх божків (Терафимів)(Бут. 31:19). Ця її дія не має пояснення у Біблії та існують різні її трактування. Яків мав дві дружини — Лію, Рахіль, і служниці дружин — Зілпу та Білгу. Від них народились сини:
- Сини Лії: Рувим (Ре'увен), Симеон (Шім'он), Леві (Левій), Юда (Ієгуда), Завулон (Зевулун), Іссахар.
- Сини Білги: Дан, Нафталі.
- Сини Зілпи: Гад, Ашер.
- По багатьох роках Рахиль також народжує синів: Йосифа (Йосефа), Веніамина (Біньяміна). Ці чотири жінки є праматерями Дванадцяти племен Ізраїля.

Разом з Яковом Рахиль повертається у землю Ханаану. Бог посилає Якова у Бет-Ел, де він мав осісти та поставити жертовника єдиному богу. По дорозі з Бет-Елу у Ефрату (Вифлеєм-Ефрату, Ефрата  — плодоносний, івр. אפרת \ ה), при народженні Веніамина Рахиль помирає. Рахіль похована у Вифлеємі (Бут. 35:19).

## Гробниця Рахилі

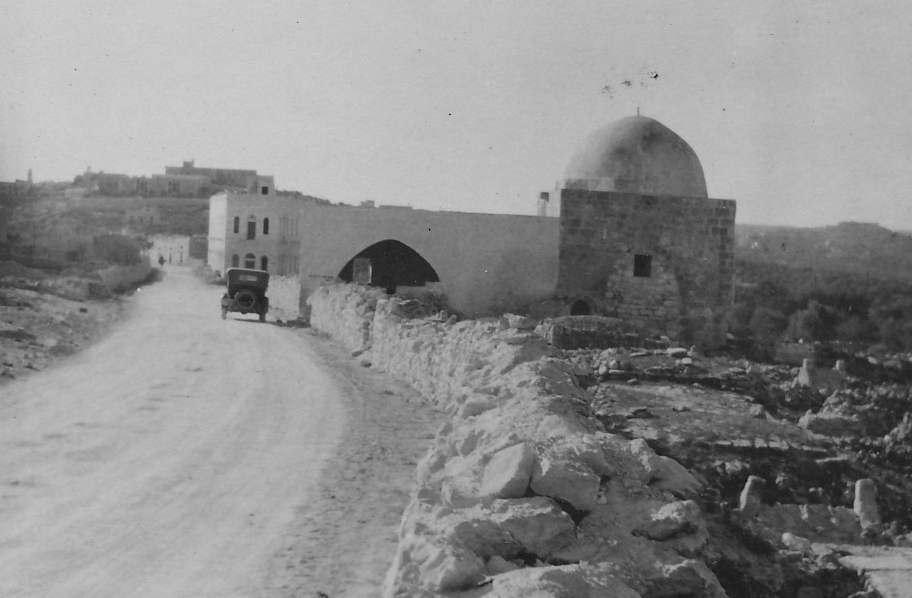
Гробниця Рахилі у 30 роках ХХ ст.

Знаменита Гробниця Рахилі розташована по дорозі з Вифлеєму в Єрусалим, виокремлене місце від Вифлеєму (не в самому місті). Існує з глибокої давнини і є місцем паломництва. У 1840 році Мозес Монтефіоре після відвідування цих місць пожертвував гроші на реставрацію могили. Це місце є святе як для євреїв, так і для мусульман і християн.

## Інші згадки в Біблії

### Книга пророка Єремії
У Книзі пророка Єремії пророк каже «Так говорить Господь: Чути голос у Рамі, плач та ридання гірке: Рахиль плаче за дітьми своїми, не хоче потішена бути за діти свої, бо нема їх…» (Єр. 31:15). Ці сльози означали руйнуванна Храму, вигнання і вивезення у полон ассирійцями юдеїв — дітей Рахилі, їх страждання. Проте у наступному вірші Господь дає їй надію: «Так говорить Господь: Стримай голос свій від голосіння, і від сльози свої очі, бо є нагорода для чину твого, говорить Господь, і вони вернуться з краю ворожого!».

### Євангелія від Матвія
У другому розділі Євангелія від Матвія, це посилання з Єремії інтерпретується як прогноз вбивства немовлят у Вифлеємі Іродом Великим, коли він хотів вбити народженого Ісуса.

## В мистецтві
У мистецтві та літературі образ Рахилі був сюжетом багатьох творів. Так Мікеланджело створив скульптуру Рахілі над усипальнею папи Юлія ІІ, а багато художників малювали її образ на картинах. Колядка «Не плач, Рахиле», видана у греко-католицькому виданні почаївського Богогласника наприкінці XVIII століття, є прикладом церковної лірики українського літературного бароко.